# Actio restitutoria
Actio restitutoria – w prawie rzymskim powództwo służące przeciwko dłużnikowi uwolnionemu w drodze intercesji uwalniającej.